# مساطر (يافع)

تعديل مصدري - تعديل

مساطر هي إحدى قرى عزلة لبعوس بمديرية يافع التابعة لمحافظة لحج، بلغ تعداد سكانها 386 نسمة حسب تعداد اليمن لعام 2004.